# Don Quijote (sonda kosmiczna)
Don Quijote – niezrealizowana misja sondy kosmicznej Europejskiej Agencji Kosmicznej ESA, która planowana była na rok 2013 lub 2015. Jej celem miało być sprawdzenie, czy planetoidy i meteoroidy da się odchylać z ich orbity. Misję nazwano na cześć Don Kichota, fikcyjnego rycerza z XVII wieku, tytułowego bohatera powieści Miguela de Cervantesa. W 2011 roku okazało się, że ESA nie pracuje już nad tym programem i nie wyszedł on poza etap studium koncepcyjnego.

## Planowany przebieg misji
Najpierw ESA wystrzeliłaby orbiter o nazwie Sancho, którego zadaniem byłaby obserwacja wystrzelonego osobno impaktora Hidalgo, który miał uderzyć w planetoidę. Po zderzeniu Sancho zrzuciłby niewielki lądownik, który zbadałby powstały krater. Pierwotnie celem misji miała być planetoida 2002 AT4 lub (10302) 1989 ML; później zakładano, że sonda poleciałaby do planetoidy z grupy Amora 2003 SM84 lub (99942) Apophis.